# Elsad Zverotić
Elsad Zverotić (in serbo Елсад Зверотић?; Berane, 31 ottobre 1986) è un dirigente sportivo ed ex calciatore montenegrino con cittadinanza svizzera, di ruolo difensore.